# Base de données vectorielle
 (octobre 2023).
Une base de données vectorielle est une base de données utilisée pour stocker des vecteurs à haute dimension. Elle permet d'effectuer des recherches de données en fonction de leur similarité. Elle est généralement utilisée avec les grands modèles linguistiques (LLM).

## Exemples d'implémentations
- Qdrant[2]
- Milvus
- LamaIndex[3],[4],[5],[6]
- Thistle[7]